# Саду (Румунія)
Саду (рум. Sadu) — комуна у повіті Сібіу в Румунії. До складу комуни входить єдине село Саду.
Комуна розташована на відстані 203 км на північний захід від Бухареста, 13 км на південь від Сібіу, 130 км на південь від Клуж-Напоки, 111 км на захід від Брашова.

## Населення
За даними перепису населення 2002 року у комуні проживали 2472 особи.
Національний склад населення комуни:
| Національність | Кількість осіб | Відсоток |
| -------------- | -------------- | -------- |
| румуни         | 2437           | 98,6%    |
| цигани         | 31             | 1,3%     |
| угорці         | 2              | 0,1%     |
| німці          | 2              | 0,1%     |

Рідною мовою назвали:
| Мова      | Кількість осіб | Відсоток |
| --------- | -------------- | -------- |
| румунська | 2449           | 99,1%    |
| циганська | 19             | 0,8%     |
| угорська  | 2              | 0,1%     |
| німецька  | 2              | 0,1%     |

Склад населення комуни за віросповіданням:
| Релігія                                       | Кількість осіб | Відсоток |
| --------------------------------------------- | -------------- | -------- |
| православні                                   | 2445           | 98,9%    |
| адвентисти                                    | 12             | 0,5%     |
| греко-католики                                | 4              | 0,2%     |
| римо-католики                                 | 3              | 0,1%     |
| бретрени                                      | 3              | 0,1%     |
| лютерани (Синодально-пресвітеріанська церква) | 1              | < 0,1%   |
| лютерани                                      | 1              | < 0,1%   |

## Зовнішні посилання
- Дані про комуну Саду на сайті Ghidul Primăriilor